# Evolutionaire wapenwedloop
Een evolutionaire wapenwedloop is concurrende adaptatie in organismen, die in strijd tegen elkaar co-evolueren, net als bij een wapenwedloop.
Evolutionaire wapenwedlopen komen doorgaans voor tussen een predator en een prooi, of bij een parasiet en een gastheer. Bepaalde predatorstrategieën vormen de selectieve drijvende kracht voor de ontwikkeling en verfijning van prooistrategieën, en vice versa. Ook tussen leden van dezelfde soort komt het voor, zoals in runaway selectie of het Red Queeneffect, een voorbeeld daarvan is seksueel conflict.
Een evolutionaire wapenwedloop is niet per se co-evolutie, maar vooral de escalatie die daaruit voortkomt. Co-evolutie verloopt gebruikelijk in samenwerkingsverband zoals bij mutualisme, waarbij twee soorten beide voordeel hebben, bijvoorbeeld bijen en bloemen die beide van bestuiving profiteren.
Tussen mensen en micro-organismen bestaat er ook een evolutionaire wapenwedloop: terwijl micro-organismen resistentie tegen antibiotica proberen op te bouwen, wordt er door medische onderzoekers een nieuw antibioticum ontwikkeld.

## Symmetrisch en asymmetrisch
Evolutionaire wapenwedlopen kunnen worden ingedeeld in symmetrisch en asymmetrisch. Bij een symmetrische wapenwedloop werkt de selectiedruk in dezelfde richting. Een voorbeeld hiervan is dat bomen hoger groeien waar concurrentie voor het licht aanwezig is, de grotere hoogte levert het selectieve voordeel op. Bij een asymmetrische wapenwedloop is de selectiedruk contrasterend, de soorten komen tegen elkaar uit, zoals bij cheeta’s en gazellen. Terwijl cheeta’s evolueren om beter te kunnen jagen, evolueren de gazellen om beter te kunnen vluchten. Zowel jagen als vluchten leveren hierbij selectief voordeel op.

## Voorbeelden
| |  |  |
| De gewone kousenbandslang en de ruwe salamander zijn een opvallend voorbeeld van evolutionaire wapenwedloop |  |  |

### Ruwe salamander en gewone kousenbandslang
De ruwe salamander produceert, met behulp van bacteriën, in de huidklieren een tetrodotoxine (TTX) als verdediging tegen predatie. TTX is een neurotoxine die inwerkt op de natriumkanalen van de zenuwen, en zo de stroom van zenuwsignalen blokkeert, met als gevolg verlamming of overlijden. TTX wordt daarom beschouwd als zeer giftig, een dosis van 24 milligram is al voldoende om een mens te doden. De gewone kousenbandslang heeft een resistentie tegen tetrodotoxine opgebouwd en is daarmee immuun voor het dodelijke gif. Het toxine bindt zich aan de buisvormige eiwitstructuren (microtubulus), deze dienen in principe als een natriumkanaal in de zenuwcellen van de slang. Onderzoekers hebben bij verschillende slangen een aanleg gevonden waarbij het eiwit zodanig is geconfigureerd, dat de binding met het toxine wordt tegengegaan. De mutaties in de genen van de slang die deze resistentie hebben bewerkstelligd, hebben geleid tot een selectiedruk, waarbij het produceren van krachtiger gif in het voordeel werkt van de salamander. Anderzijds brengt het krachtiger gif van de salamander ook weer een selectiedruk met zich mee, die leidt tot een grotere weerstand van de slang tegen het krachtiger gif.
Deze evolutionaire wapenwedloop heeft ertoe geleid, dat de giftigheid van de salamanders ver boven de maat ligt ten opzichte van het doden van andere roofdieren. De gewone kousenbandslang is de enige soort die het opeten van een ruwe salamander overleeft en is daarmee de enige natuurlijke vijand van de salamander.

### Bintje en phytophthora
Bintje is een aardappelras dat is samengesteld vanuit een kruising tussen ‘Munstersen’ en ‘Fransen’. Dit ras is in Nederland ontwikkeld door de Suameerder Kornelis Lieuwes de Vries, in 1905, en wordt tegenwoordig voornamelijk in België en in het noorden van Frankrijk geteeld. Hij is zeer gevoelig voor phytophthora, een waterschimmel die de plant aantast. Phytophthora bevat zoöspore en daarnaast zwamvlok, dit kan door regen en wind worden meegevoerd om vervolgens de knollen en bladeren te infecteren. Er verschijnen zwarte plekken op de plant vanwege een infectie in het cellulaire systeem, die ook nodig is voor vermenigvuldiging van de parasitaire schimmel. De parasiet bevat virulente  allel-combinaties (ziekmakende genen) in meerdere microsatelliet-loci (niet gecodeerde plaatsen). Eveneens bevat de gastheer verschillende resistentiegenen (R-gen). Deze interactie wordt (Engels: gene-for-gene relationship) genoemd en wordt in het algemeen verspreid als een plantenziekte. De uitkomsten van de beide soorten, hun genetische aanleg, is een combinatie van zowel resistentie als virulentie en daarmee bepalend voor hun overlevingskans.

### Vleermuis en nachtvlinder

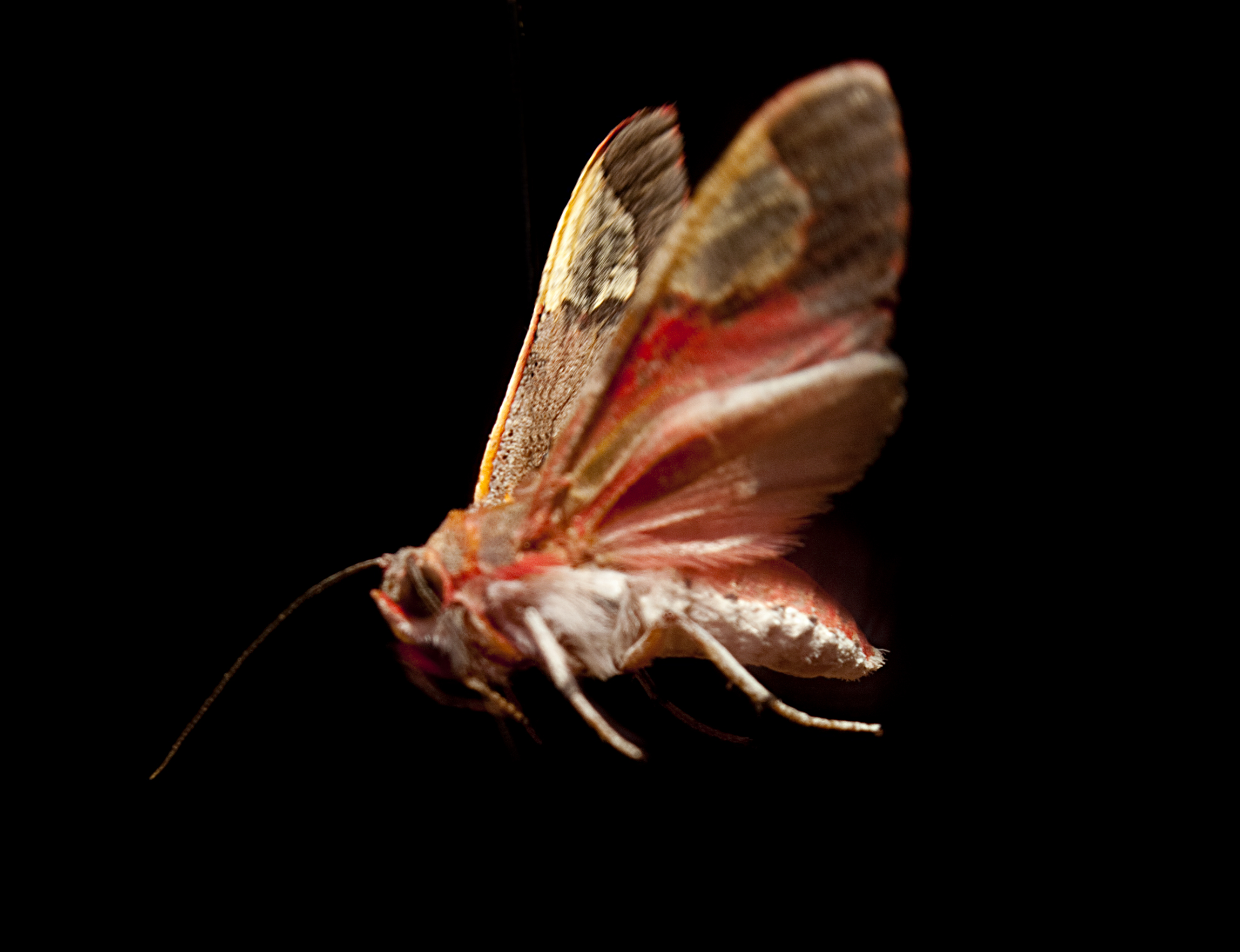
De nachtvlinder Bertholdia trigona is het enige bekende dier in de natuur dat de echolocatie van zijn natuurlijke vijand kan verstoren.

Vleermuizen gebruiken echolocatie voor het opsporen en vangen van hun prooi. Sommige motten (nachtvlinders) kunnen echolocatiesignalen detecteren en vervolgens ontwijkende vluchtmanoeuvres uitvoeren, of zelfs reageren met ultrasone klikken om de echolocatie van de vleermuis te verstoren. De beervlinders (Arctiinae), een onderfamilie van de uilen (Noctuidae) reageren op verschillende manieren, de drie gangbare hypothesen zijn: schrikken, sonarverstoring en akoestisch aposematisme (mimicry). Welke manier of manieren worden gebruikt hangt af van de leefomstandigheden van de vlinder en het type echolocatie dat de vleermuis gebruikt.
Sommige vleermuizen gebruiken klikken op frequenties buiten het gehoorbereik van motten, dit staat bekend als de allotonic frequency hypothesis. Die stelt dat het auditieve systeem in nachtvlinders de vleermuizen heeft gedreven om hogere of lagere frequenties echolocatie te gebruiken, dit om het gehoorvermogen van de nachtvlinder te omzeilen. Mopsvleermuizen zijn dusdanig geëvolueerd om een stillere manier van echolocatie te gebruiken, die ook afneemt wanneer de nachtvlinder omzeild wordt. Het lagere volume vermindert het effectieve jaagbereik, maar resulteert uiteindelijk in een significant hoger aantal gevangen nachtvlinders, vergeleken met luidere vleermuissoorten.  Sommige nachtvlinders zijn verder geëvolueerd met de mogelijkheid onderscheid te kunnen maken tussen hoge en lage echolocatie, dit geeft aan of de vleermuis hen heeft opgemerkt of dat ze actief worden achtervolgd.